# Navi
Navi er en fiktiv fe i The Legend of Zelda-universet, som er Links "højre hånd". Hun blev beordret af The Great Deku Tree i Kokiri Forest at assistere Link i hans rejse for at stoppe Ganondorf. Alle Kokirier har en fe, men fordi Link oprindeligt er Hyliansk modtog han aldrig én før Navi allierede sig med ham nær begyndelsen af Ocarina of Time. Hun forlader ham i slutningen af spillet.
Fra spillets perspektiv fungerer Navi primært som en guide, der pointerer vigtige objekter ud i omgivelserne, og hjælper spilleren til at lære styrefunktionerne og at komme videre i spillet. De fleste af hendes hints er om hvordan man avancerer i spillet eller hvordan man besejrer fjender. Hun kan også bruges til at fungere som sigtekorn på fjender, genstande og andre personer i spillet. Hun er en af de få personer der har vokal i serien, og den eneste person (bortset fra Link i The Wind Waker) der bruger egentlige engelske ord, som "Hey", "Look", "Listen", "Watch Out" og "Hello".